# Microkayla quimsacruzis
Microkayla quimsacruzis is een kikker uit de familie Craugastoridae. De soort komt voor in Bolivia. Microkayla quimsacruzis wordt bedreigd door het verlies van habitat.